# 1844 год в науке
В 1844 году были различные научные и технологические события, некоторые из которых представлены ниже.

## Достижения человечества

### Открытия

#### Астрономия
- Фридрих Бессель выдвинул гипотезу, что звезды Сириус и Процион имеют естественные спутники. Впоследствии было установлено, что указанные звёзды действительно являются двойными.

### Математика
- Жозеф Лиувилль нашел первое трансцендентное число и тем самым доказал существование трансцендентных чисел[1].

#### Химия
- Карл Клаус впервые обнаружил рутений.

### Изобретения
- В США введена в эксплуатацию первая телеграфная линия. Сэмюэл Морзе отправил первую депешу с использованием разработанного им способа знакового кодирования (азбука Морзе).
- Уильям Тальбот опубликовал первую книгу с фотоиллюстрациями: «The Pencil of Nature».

## Экспедиции
- Начало первой экспедиции (1844—1845) Людвига Лейхгардта в центральные районы Австралии.
- Исследовательская поездка Константин фон Тишендорф в Синайский монастырь Святой Екатерины.

## Родились
- 20 февраля — Людвиг Больцман, австрийский физик-теоретик, основатель статистической механики и молекулярно-кинетической теории (ум. 1906).
- 25 марта — Адо́льф Генрих Густав Энглер, немецкий ботаник. (ум. 1930).
- 6 августа — Джеймс Хенри Грифид, британский железнодорожный инженер и маркшейдер (ум. 1896).
- 13 августа — Фридрих Мишер, швейцарский физиолог, гистолог и биолог (ум. 1895).
- 22 августа — Джордж Вашингтон Де Лонг, американский мореплаватель и полярный исследователь (ум. 1881).
- 11 сентября — Хенри Николсон, британский зоолог и палеонтолог (ум. 1899).
- 3 октября — Патрик Мэнсон, шотландский врач и паразитолог (ум. 1922).
- 15 октября — Фридрих Ницше, выдающийся немецкий философ, один из создателей «философии жизни» (ум. 1900).
- 25 ноября — Карл Бенц, немецкий инженер, изобретатель автомобиля, пионер автомобилестроения (ум. 1929).

## Скончались
- 19 июня — Этьен Жоффруа Сент-Илер, французский зоолог (родился в 1772).
- 27 июля — Джон Дальтон, английский физик и химик (родился в 1766).
- 30 августа — Бейли, Фрэнсис — английский астроном (родился в 1774).
- 23 ноября — Томас Джеймс Хендерсон, шотландский астроном (родился в 1798).